# Crotalaria chrysochlora
Crotalaria chrysochlora är en ärtväxtart som beskrevs av Hermann August Theodor Harms. Crotalaria chrysochlora ingår i släktet sunnhampor, och familjen ärtväxter. IUCN kategoriserar arten globalt som livskraftig. Inga underarter finns listade i Catalogue of Life.